# Kateryna Juszczenko
Kateryna Michajliwna Juszczenko z domu Czumaczenko (ukr. Катерина Михайлівна Ющенко; ur. 1 września 1961 w Chicago) – żona prezydenta Wiktora Juszczenki, w latach 2005–2010 pierwsza dama Ukrainy.

## Życiorys
Urodziła się w rodzinie ukraińskich emigrantów w USA – Mychajła (1917–1998) i Sofiji Czumaczenków (1927 - 30/09/2012), którzy podczas II wojny światowej zostali wywiezieni na roboty przymusowe do Niemiec, a w 1956 wyjechali z RFN do USA. Ojciec pracował jako elektryk, matka jako szwaczka i gospodyni domowa. W 1987 rodzina przeniosła się z Chicago na Florydę.
W dzieciństwie należała do Związku Młodzieży Ukraińskiej (ukr. Спілка Української Молоді). W 1976 rozpoczęła pracę jako kelnerka, następnie była m.in. nianią i sekretarką. W 1982 ukończyła studia na Uniwersytecie Georgetown jako specjalistka ds. gospodarki światowej, naukę kontynuowała na Uniwersytecie w Chicago, gdzie została magistrem finansów międzynarodowych oraz zarządzania projektami społecznymi "non-profit". Odbyła staż w Departamencie Handlu Stanu Illinois oraz służbach celnych USA. Była redaktorem Centrum Nauczania o Problemach Etyki i Polityki Społecznej.
Po ukończeniu studiów podjęła pracę w Ukraińskiej Narodowej Służbie Informacji, będąc jej dyrektorem w latach 1983–1984, następnie podjęła pracę u zastępcy sekretarza stanu, gdzie zajmowała się sprawami ochrony praw człowieka oraz kwestiami humanitarnymi. W latach 1988–1989 pełniła funkcję wiceprezesa Biura Organizacji Społecznych Białego Domu. W 1991 podjęła pracę ekonomistki w Kongresie USA. W tym samym czasie była m.in. wiceprezesem założonej przez siebie Fundacji Ukraina-USA oraz dyrektorem Instytutu Pyłypa Orłyka.
W 1998 wyszła za mąż za Wiktora Juszczenkę, z którym ma troje dzieci: Sofiję (ur. 1999), Chrystynę (ur. 2000), Tarasa (ur. 2004). Ma starszą siostrę Lidę (ur. 1945). W 2000 uzyskała obywatelstwo Ukrainy. Od 2005 do 2010 w związku z wyborem Wiktora Juszczenki na prezydenta Ukrainy pozostawała jej pierwszą damą.
Jako pierwsza dama Ukrainy zajmowała się działalnością charytatywną, była prezesem Rady Nadzorczej Międzynarodowego Funduszu Charytatywnego "Ukraina 3000".